# 덕산고등학교 (경남)
덕산고등학교(德山高等學校)는 대한민국 경상남도 산청군 시천면 원리에 있는 공립 고등학교이다.

## 학교 연혁
- 1981년 12월 31일 : 덕산고등학교 설립인가
- 1982년 3월 5일 : 개교(2학급)
- 2003년 7월 15일 : 학칙 변경(3학급)
- 2011년 3월 1일 : 특수학급 설치 인가(1학급)
- 2023년 2월 10일 : 제39회 졸업식(졸업생수 21명, 누계 2,487명)
- 2023년 9월 1일 : 제25대 강춘앵 교장 부임

## 참고 자료
- 덕산고등학교 - 한국교육학술정보원 학교알리미